# Albert Kellogg
Albert Kellogg, född 6 december 1813, död 31 mars 1887, var en amerikansk läkare och botaniker. Han var framför allt verksam i Kalifornien och var medgrundare till California Academy of Sciences.
Auktorsnamnet Kellogg kan användas för Albert Kellogg i samband med ett vetenskapligt namn inom botaniken; se Wikipediaartiklar som länkar till auktorsnamnet.